# Canto di Sigrdrífa
Il canto di Sigdrífa, o carme di Sigrdrífa (Sigrdrífumál) è un componimento di 15 strofe che Sigdrífa (Brunilde) recita all'eroe Sigfrido nella Saga dei Volsunghi per insegnarli come usare, incidere e trarre profitto dalle rune.

## Testo
| Testo in islandese antico | Testo in italiano |
| --- | --- |
| Bjór fœri ek þér, brynþinga valdr, magni blandinn ok megintíri. Fullr er ljóða ok líknstafa, góðra galdra ok gamanrœðna.                                                                       | Dominatore di battaglie, ora ti porgo la birra mista a grande potenza, mescolata alla gloria, piena di poetici versi e rune di amicizia, di buoni incantesimi e piacevoli parole.                                                                                                  |
| Sigrúnar skaltu kunna ef þú vill snotr vera, ok rísta á hjalti hjǫrs, á véttrimum ok á valbǫstum ok nefna tysvar Tý.                                                                           | Dovrai conoscere le rune della guerra se vuoi essere saggio e acuto. Incidile sulla guardia della spada, sulla sua impugnatura, sulla linea centrale dell'elsa, fallo in nome di Týr, nominalo due volte                                                                           |
| Brimrúnar skaltu gera ef þú vill borgit hafa á sundi seglmǫrum. Á stafni skal þær rísta ok á stjórnar blaði ok leggja eld í ár. Fellrat svá brattr breki né blá unnir, þó kemsk heill af hafi. | Dovrai incidere le rune delle onde se desideri proteggere le tue imbarcazioni mentre navighi. Mettile sulla prua, incidile sui remi che conducono e lì marchiale col fuoco. Nessuna larga onda ti colpirà nessun frangente blu ti si riverserà contro e ritornerai salvo dal mare. |
| Málrúnar skaltu kunna, ef þú vill at manngi þér heiptum gjaldi harm. Þær um vindr, þær um vefr, þær um setr allar saman á því þingi, er þjóðir skulu i fulla dóma fara.                        | Dovrai conoscere le rune del linguaggio se non desideri alcun rimborso con parole d'odio per un danno compiuto. Avvolgile, intrecciale, Imbrigliale l'una accanto all'altra, quando sarai all'assemblea. a cui le schiere parteciperanno, la corte completa in viaggio             |
| Ǫlrúnar skaltu kunna, ef þú vill at annars kván véli þik eigi í tryggð, ef þú trúir. Á horni skal þær rísta ok á handarbaki ok merkja á nagli nauð.                                            | Dovrai conoscere le rune della birra. per evitare che un'altrui donna tradisca la fiducia che tu hai in lei. Incidile sul corno, anche sul dorso della mano e segna la runa del bisogno sull'unghia.                                                                               |
| Full skaltu signa ok við fári sjá ok verpa lauk í lǫg. Þá ek þat veit, at þér verðr aldri meinblandinn mjǫðr.                                                                                  | Dovrai benedire i calici riempiti e guardarti da ciò che ti ferirà, getta dell'aglio nell'intruglio. Poi prometto questo: Non ti verrà mai porta una bevanda avvelenata. |
| Bjargrúnar skaltu nema, ef þú vill borgit fá ok leysa kind frá konu. Á lófa skal þær rísta ok um liðu spenna ok biðja dísir duga.                                                              | Dovrai apprendere le rune della vita per coloro che curano dei bambini così potrai consegnarli e assisterli. Incidile a loro sul palmo della mano e stringile poi attorno ai polsi e l'aiuto delle Dísir non mancherà.                                                             |
| Limrúnar skaltu kunna, ef þú vill læknir vera ok kunna sár at sjá. Á berki skal þær rísta, ok á barri viðar þess er lúti austr limar.                                                          | Dovrai conoscere le rune dei rami se vuoi curare gli ammalati, e guarire saggiamente una ferita. Incidile sulla corteccia e sulle foglie degli alberi le cui fronde volgono a est.                                                                                                 |
| Hugrúnar skaltu nema, ef þú vill hverjum vera goðhorskari guma. Þær of réð, þær of reist þær of hugði Hroptr.                                                                                  | Dovrai apprendere le rune della mente se tutti gli uomini vuoi superare in sapienza e arguzia. Colui che le ha concepite e colui che sacramente le ha incise fu Hropt. Egli fece ciò con grande cura.                                                                              |
| Á skildi váru ristnar, þeim er stendr fyrir skínanda guði á eyra Árvakrs ok á Alsvinns hǫfði ok á því hveli, er stendr undir reið Rǫgnis, á Sleipnis taumum ok á sleða fjǫtrum.                | Erano state intagliate sullo scudo che difende il dio splendente sull'orecchia di Arvak e sulla testa di Alsvid. Incise sulla ruota che sta sotto al carro di Hrungnir, sulle redini di Sleipnir, e sulle tracce della slitta.                                                     |
| Á bjarnar hrammi ok á Braga tungu, á úlfs klóm ok á arnar nefi, á blóðgum vængjum ok á brúar sporði, á lausnar lófa ok á líknar spori.                                                         | Anche sulla zampa dell'orso e sulla lingua di Bragi, sia sulla zampa del lupo che sul becco dell'aquila, sulle ali insanguinate, alle estremità del ponte, sul palmo che rassicura e sul sentiero di chi prova pietà.                                                              |
| Á gleri ok á gulli ok á góðu silfri, í víni ok í virtri ok á vǫlu sessi, í guma holdi, ok Gaupnis oddi ok á gýgjar brjósti, á nornar nagli ok á nefi uglu.                                     | Sul vetro e sull'oro, anche sul buon argento, nel vino e nella birra, sul trono della strega, sulla punta di Gaupnir e sul corpo degli uomini, sul petto dell'incantatrice, anche sull'unghia della Norna, come sul becco del gufo.                                                |
| Alla váru af skafnar, þær er á váru ristnar, ok hrœrðar við inn helga mjǫð ok sendar á víða vegu. Þær eru með álfum, sumar með Ásum ok með vísum Vǫnum, sumar hafa mennskir menn.              | Tutte le rune incise vennero poi raschiate e mischiate con l'idromele sacro, ora esse percorrono ampi cammini. Alcune le possiedono gli elfi, altre gli Asi, alcune i Vani sapienti, altre si trovano tra gli uomini.                                                              |
| Þat eru bótrúnar ok bjargrúnar ok allar ǫlrúnar ok mærar meginrúnar hverjum, er þær kná óvilltar ok óspilltar sér at heillum hafa. Njóttu, ef þú namt, unz rjúfask regin.                      | Queste sono rune di cura e pure rune di nascita, così tutte le rune della birra, grandi, gloriose rune per tutti coloro che le usano senza guastarle e profanarle esse renderanno loro il fato benigno. Sfruttale e godine, se le possiedi, fino alla morte degli dei.             |
| Nú skaltu kjósa, alls þér er kostr of boðinn, hvassa vápna hlynr. Sǫgn eða þǫgn haf þú þér sjálfr of hug. Ǫll eru mál of metin.                                                                | Ora devi scegliere, poiché hai di fronte a te una scelta, o acero di armi affilate. Parole o silenzio, ciò dovrai decidere ora tutte le parole sono ponderate. |